# 미요시 도루
미요시 도루(일본어: 三好 達, 1927년 10월 31일~2023년 3월 6일)는 일본의 재판관이다.

## 생애
1927년에 도쿄부(현 도쿄도)에서 태어났다. 니혼 중학교를 졸업한 뒤 해군병학교에 입학했다. 재학중에 종전을 맞이하면서 미요시가 속한 제75기는 마지막 졸업생이 되었다. 이후 구제 도쿄 고등학교를 거쳐 1953년에 도쿄 대학 법학부를 졸업했다.
대학을 졸업하기 전인 1952년에 사법시험에 합격했다. 사법수습 7기 출신으로 1955년 재판관으로 임용됐다. 도쿄지방재판소 근무를 시작으로 각 지역의 재판소에서 일했으며 이후 법정 실무와 사법행정 경험을 반반씩 쌓았다. 1987년 최고재판소 수석조사관, 1991년 도쿄지방재판소 장관을 거쳐 1992년에 최고재판소 재판관이 되었다. 1993년 최고재판소 재판관 국민심사에서 파면에 찬성하는 득표가 4,546,348표(7.99%)로 신임받는 데 성공했다. 미요시와 함께 국민심사를 받은 재판관 중에선 미요시의 신임률이 가장 높았다.
1995년 최고재판소 장관으로 취임했다. 취임식 때 "많이 긴장된다. 자신의 힘을 되돌아보니 중책을 완수할 수 있을지 내심 걱정이 든다", "재판관은 법과 양심에 따라 재판을 한다. 하지만 재판소라는 조직에서 일하고 있다는 것을 항상 생각하고 있어야 한다"라고 말했다. 한편 미요시가 속한 제1소법정은 가장 정부의 입맛에 맞는 판결이 내려진다는 비판에 대해 "나는 항상 중립적이고 공정한 판단을 하고 있다"라고 대답했다. 법조 인구의 증가 문제에 대해 법무성이나 일본변호사연합회와 협의하여 사법시험 합격자를 늘리고 사법수습 기간을 2년에서 1년 반으로 단축하는 등의 사법 개혁을 추진하기로 했다.
「민사소송법」 전면 개정에 대해 "70년 전에 만들어진 「민사소송법」이 구어체로 바뀌는 것만 해도 다행스러운 일이다"라고 말했다. 1996년 2월부터 판례 검색이나 증거 검토 등을 용이하게 하기 위해 전국의 모든 재판관에게 컴퓨터를 한 대씩 배부하기 시작해 4월 2일에 완료했다. 1997년 2월 최고재판소 재판관 회의에서 재판소 속기관의 신규 양성을 중지하기로 결정했다. 5월에는 옴진리교 사건과 관련해 피고 아사하라 쇼코의 도쿄지방재판소 재판 속도에 불만을 표한 국선변호사들이 심리에 결석하는 문제가 발생했다. 미요시는 "국선변호사는 12명이나 있으니 사건을 분담해야 한다"라며 하급심에 계속중인 사건과 관련해 변호사를 비판하는 듯한 발언을 했다. 같은 날 최고재판소 인터넷 홈페이지가 개설됐다.
1997년 10월 최고재판소 장관에서 정년 퇴직했다. 담당했던 재판에 대해 "어느것도 우열을 가리기 힘든 중요한 재판들이다. 근래의 최고재판소는 제법 충실하다고 생각한다"라고 말했다. 퇴직하고 난 뒤에는 법조회장을 역임했으며 1999년 훈1등 욱일대수장을 수훈했다.
2001년 5월 황실의 전통을 지키는 국민의 모임이 재설립되자 회장이 되었고 12월에는 일본회의 회장에 취임했다. 2014년 10월 일본회의의 주도하에 헌법 개정을 목표로 아름다운 일본 헌법을 만드는 국민의 모임 설립 총회가 나가타초 헌법기념관에서 열렸다. 모임의 공동 대표로 미요시, 다쿠보 다다에, 사쿠라이 요시코가 취임했다.
2015년 6월 일본회의 회장에서 퇴임했다.
2023년 6월 심부전으로 도쿄도의 한 병원에서 사망했다. 사후 종2위에 추서됐다.

## 참고 문헌
- 野村二郎 (2004). 《日本の裁判史を読む事典》 (일본어). 自由国民社. ISBN 9784426221126.
- 俵義文 (2016년 6월 20일). 《日本会議の全貌―知られざる巨大組織の実態》 (일본어). 花伝社. ISBN 978-4763407818.
- 藤生明 (2017년 5월 10일). 《ドキュメント 日本会議》. ちくま新書 (일본어). 筑摩書房.

| 전임 구사바 료하치 | 제13대 최고재판소 장관 1995년 11월 7일~1997년 10월 30일 | 후임 야마구치 시게루 |